# لومارية
اللومارية (الاسم العلمي: Lomariopsidaceae) هي فصيلة من النبات تتبع رتبة السرخسيات من طائفة السراخس.

## أجناسر
- اللوماري
- السيفاوي